# Прегряване на икономиката
Прегряване на икономиката настъпва при свръхускорен, „взривен“ растеж на икономиката или на отделни сектори от нея. Този бърз, неконтролиран растеж води до превишаване т.нар. „потенциален” брутен вътрешен продукт (БВП), при което ресурсите бързо се изчерпват и стават оскъдни. Ограничените ресурси стават причина за ускоряване на инфлацията. Високите цени на ресурсите водят до отрицателна обратна връзка към фирмите, които намаляват производството на стоки и услуги. Настъпва рецесия – националната икономика се връща към по-ниско равнище на БВП. Това понижение, особено в съчетание с рестриктивните мерки, които обикновено прилагат правителствата в такива ситуации, води до нарастване на безработицата. Единственият сигурен начин да се излезе от такава ситуация е привличането на нови ресурси отвън – както капиталови, така и технологични. За съжаление, в повечето случаи този процес би се забавил, понеже рецесията и ускорението на инфлацията понижават доверието на чуждестранните инвеститори.
Макар все още да няма единно определение, наблюдаваните през последните деситилетия видове прегряване на икономиката са:
1. класическо (традиционно) проинфлационно прегряване;
2. прегряване в условията на централно управлявана икономика (на примера на България през 80-те години на XX век);
3. финансова и валутна криза, като резултат от надхвърлянето на потенциалния брутен вътрешен продукт;
4. прегряване на икономиката при непълно използване на ресурсите.